# Still Hungry
A Still Hungry az amerikai Twisted Sister együttes 2004-ben megjelent lemeze. Az 1984ben kiadott Stay Hungry lemez újra felvett változata ez, további 7 számmal.

## Számlista
1. "Stay Hungry"  – 3:14
2. "We're Not Gonna Take It  – 4:36
3. "Burn in Hell"  – 5:37
4. "Horror-Teria: The Beginning" – 8:42
  - I. "Captain Howdy"
  - II. "Street Justice"
5. "I Wanna Rock"  – 3:15
6. "The Price"  – 4:08
7. "Don't Let Me Down"  – 4:45
8. "The Beast"  – 3:25
9. "S.M.F."  – 3:28
10. "Never Say Never"  – 2:19
11. "Blastin' Fast & Loud" – 3:00
12. "Come Back"  – 6:25
13. "Plastic Money"  – 4:05
14. "You Know I Cry" – 4:21
15. "Rock 'n' Roll Saviors"  – 5:04
16. "Heroes Are Hard to Find"  – 5:00

## Közreműködők
- Dee Snider – ének
- Eddie Ojeda – gitár
- Jay Jay French – gitár
- Mark "The Animal" Mendoza – basszusgitár
- A. J. Pero – dob